# Alfisol

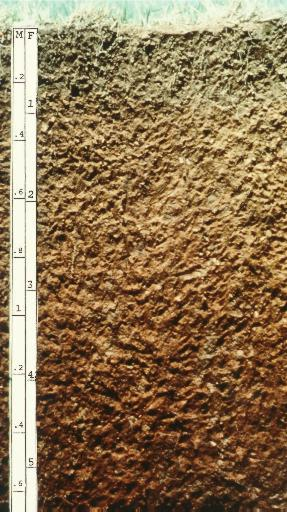
Perfil de un Alfisol.

Los alfisoles son un orden de suelos en el sistema de la Soil Taxonomy. Son suelos minerales que presentan un endopedión argílico o kándico, con un porcentaje de saturación de bases  de medio a alto.

## Características
Son suelos formados en superficies suficientemente jóvenes como para  mantener reservas notables de minerales primarios, arcillas, etc, que han permanecido  estables, esto es, libres de erosión y otras perturbaciones edáficas,  cuando menos a lo largo del último milenio.
En España no aparecen ligados a ningún clima en especial pero son más extensos en regímenes xéricos. En cualquier caso, su perfil implica la alternancia de un periodo lluvioso y poco cálido, que propicia la eluviación de las arcillas dispersas en el agua una vez que se han lavado los carbonatos, con otro seco, cuando todavía aquellas no han emigrado del sólum, que motiva su floculación y posteriormente acumulación en un horizonte Bt.
Este horizonte de iluviación puede ser manifiestamente rojo (rhodoxeralf), lo cual es indicativo de su grado de evolución, si bien el máximo desarrollo corresponde a los palexeralfs.
Su régimen de humedad es tal que son suelos capaces de suministrar agua a las plantas mesófilas durante más de la mitad del año o por lo menos  durante más de tres meses consecutivos a lo largo de la estación de  crecimiento.
En condiciones xéricas el epipedión es duro y macizo  en seco.
Tanto la saturación de bases como la reserva de nutrientes disponibles para las plantas, en general altos, determinan la fertilidad de muchos alfisoles que por ello sirven de asiento para obtener cultivos de ciclo corto y forrajes.
En la World Reference Base for Soil Resources (WRB), la mayoría de los Alfisoles se clasifica como Luvisoles o Lixisoles, pero algunos pertenecen a los Retisoles o a los Nitisoles. Los Aqualfs son mayormente Stagnosoles o Planosoles. Alfisoles con un horizonte nátrico son típicamente Solonetz.

## Principales procesos edafogénico
Meteorización, oscurecimiento, lavado de carbonatos, translocación de carbonatos Ca-Mg y cementación, eluviación máxima, translocación de arcilla, translocación de arcilla sódica, translocación muy acentuada de arcilla: cambio textural abrupto, rubefacción.